# International Association of Gay and Lesbian Martial Artists
La International Association of Gay and Lesbian Martial Artists (IAGLMA) è la federazione internazionale LGBT delle arti marziali.
L'IAGLMA è membro effettivo della Federazione dei Gay Games.

## Storia
La IAGLMA nasce nel 1990 a Vancouver in occasione della terza edizione dei Gay Games. L'obiettivo dell'associazione è quello promuovere le arti marziali all'interno della comunità LGTB ed insegnare l'autodifesa. Tra i membri della IAGLMA ci sono atleti di tutte le discipline marziali provenienti da ogni parte del mondo. I tornei organizzati dall'associazione comprendono anche una sezione riservata alle persone diversamente abili e corsi di autodifesa.